# Belciana scorpio
Belciana scorpio là một loài bướm đêm trong họ Noctuidae.